# 裴政
裴 政（はい せい、生没年不詳）は、南朝梁から隋にかけての軍人・法律家。字は徳表。本貫は河東郡聞喜県。

## 経歴
梁の廷尉卿の裴之礼の子として生まれた。15歳のとき、邵陵王府法曹参軍事として召され、後に起部郎・枝江県令に転じた。湘東王蕭繹が荊州に入ると、裴政は宣恵府記室として召され、まもなく通直散騎侍郎に任じられた。侯景の乱が起こると、壮武将軍の位を加えられ、建寧侯王琳の下で従軍して乱を討った。叛将の宋子仙を捕らえ、荊州で引き渡した。先鋒として建康に入り、軍功により、夷陵侯に封ぜられた。給事黄門侍郎となり、再び従軍して王琳を補佐し、武陵王蕭紀の東下をはばんで、蕭紀の軍を硤口で撃破した。平越中郎将・鎮南府長史となった。西魏軍が荊州を包囲すると、王琳は桂州から救援に向かい、長沙にいたった。裴政は間道を通って、先に梁の元帝（蕭繹）に報告しようとした。百里洲にいたって、西魏軍に捕らえられ、蕭詧の前に引き出された。蕭詧は「わたしは武帝の孫だ。きみの主君となることはできないか？きみはまたどうしてわざわざ蕭繹のために殉じようというのか？もしわたしの策に従うなら、子孫にいたるまで富貴を約束しよう。そうでないなら、腰をまっぷたつにしよう」と裴政に言った。裴政はいつわって「ご命令のままに」と答えた。蕭詧は裴政を鎖につないで、城下に送り、「王僧弁が台城を落として、皇帝を自称した。王琳は孤立して、来ることができない」と言わせようとした。しかし裴政は、「援軍は大いにやってくるぞ。わたしは使者として虜になったが、身を砕いて国に報いるだろう」と城中に告げた。監視役がかれの口を打ったが、発した言葉は止められなかった。蕭詧は怒って、裴政を殺そうとした。蔡大業が「この人は民衆に人気のある人物です。もし殺せば、荊州を下すことができなくなります」と諫めたため、一命を許した。江陵が陥落すると、裴政は城中の朝士たちとともに長安に送られた。
西魏の宇文泰は裴政の忠誠を褒め、員外散騎侍郎の位を授け、相府に召し出して仕えさせた。裴政は盧弁とともに『周礼』にもとづいて六卿の制度を建て、公・卿・大夫・士の位を設けた。朝儀の作法や車・服・器の使用法は多くを古礼にのっとって定め、漢・魏の法を改め、施行させた。まもなく刑部下大夫の位を受け、少司憲に転じた。裴政は故事に通じていたので、周律の制定にも参与した。飲酒をよくし、数斗を飲んでも乱れることはなかった。法律の執行は寛容で公平であり、みだりに刑罰を濫用しなかった。極刑にあたる罪を犯した囚人にも、その妻子と獄中で面会することを許した。冬になって判決が下るにあたって、「裴大夫がわたしを死刑にするなら、死んでも恨みはない」と言ったとされる。また裴政は音律に通じており、長孫紹遠と音楽を論じた。北周の宣帝のとき、命令に逆らって免職された。
楊堅が北周の政権を掌握すると、裴政は再びもとの官に復帰した。開皇元年（581年）、隋が建国されると、率更令に転じ、上儀同三司の位を加えられた。蘇威らとともに律令の改正にあたった。
位は散騎常侍に進み、左庶子に転じた。ときに皇太子楊勇が側室の雲昭訓の父の雲定興を近づけ、変わった服や器をつくらせ、女性に手を出して、節度がなかった。裴政はたびたび諫めたが、楊勇は聞き入れなかった。そこで面と向かって雲定興に隠退を勧めたため、雲定興は怒り、楊勇に告げ口したので、楊勇はますます裴政をうとんじるようになった。このため裴政は襄州総管として出向させられた。在官のまま死去した。享年は89。著書に『承聖降録』10巻があった。楊勇が太子位を廃されるにあたって、文帝（楊堅）は「裴政と劉行本がいて、楊勇を助けさせていれば、このようなことにはならなかっただろうに」と言った。
子の裴南金は、膳部郎に上った。

## 伝記資料
- 『隋書』巻66 列伝第31
- 『北史』巻77 列伝第65